# 耶稣真正的家人
耶稣真正的家人是在《新约圣经》中《马太福音》第12章第46-50节和《马可福音》第3章第31-35节记载的一个耶稣的比喻，與耶穌的血親作對比。在早期的希臘文圣经抄本中，並沒有出現這個段落，許多學者認為這個段落是比較晚才被加進《馬太福音》與《馬可福音》的。

## 圣经译文
|                                         | 12:46 耶稣还对众人说话的时候，不料，他母亲和他弟兄站在外边，要与他说话。 12:47 有人告诉他说：“看哪，你母亲和你弟兄站在外边，要与你说话。” 12:48 他却回答那人说：“谁是我的母亲？谁是我的弟兄？” 12:49 就伸手指着门徒说：“看哪，我的母亲，我的弟兄。 12:50 凡遵行我天父旨意的人，就是我的弟兄、姐妹和母亲了。” |
| ——《马太福音》第12章第46-50节（和合本） | |

|                                        | 3:31 耶稣的母亲和他的兄弟们来了，站在外边，派人到他跟前去叫他。 3:32 那时，群众正围着他坐着，有人给他说：“看，你的母亲和你的兄弟在外边找你。” 3:33 耶稣回答他们说：“谁是我的母亲和我的兄弟？” 3:34 遂环视他周围坐着的人说：“看，我的母亲和我的兄弟！ 3:35 因为谁奉行天主的旨意，他就是我的兄弟、姊妹和母亲。” |
| ——《马可福音》第3章第31-35节（思高本） | |

这两处记载在各种中英文《圣经》译本中差异很小。
在《多馬福音》中，也有類似的記載。
|                                             | 99. 門徒們對他說：「你的兄弟們，還有你的母親正站在外面。」他告訴他們，「在這裏，那些遵行天父意旨的人，就是我的兄弟與我的母親。他們將可以進入到我天父的國度。」 100. 他們拿出金幣給耶穌看，說：「羅馬皇帝的人，需要向我們徵稅。」他告訴他們，「讓皇帝擁有屬於他的，讓神擁有屬於神的，讓我擁有屬於我的。」 101. 「那些不像我一樣，恨自己（父親）與母親的人，不能成為我的門徒，那些不像我一樣，愛（父親與）母親的人，不能成為我的（門徒）。因為我的母親 [...]，但是我真正的母親給與我生命。」 |
| ——《多馬福音》(Patterson-Meyer Translation) | |

## 解释

### 天主教观点
耶穌沒有廢除親屬的關係，只是指奉行天主旨意的人，獲得了更尊高的地位，成了耶穌的真親屬。

### 新教观点
新教圣经学者普遍认为这里是要表明耶稣放弃了祂和犹太人肉身的关系。犹太人弃绝基督达到极峰。此時，他們開始與基督決裂，而與基督隔絕了。（《罗马书》第11章第17、19－20节）

### 其他觀點
這個段落可能是被用來減低耶穌的血親，如公義者雅各等人在教會及信仰中的影響力。